# 伊集院站

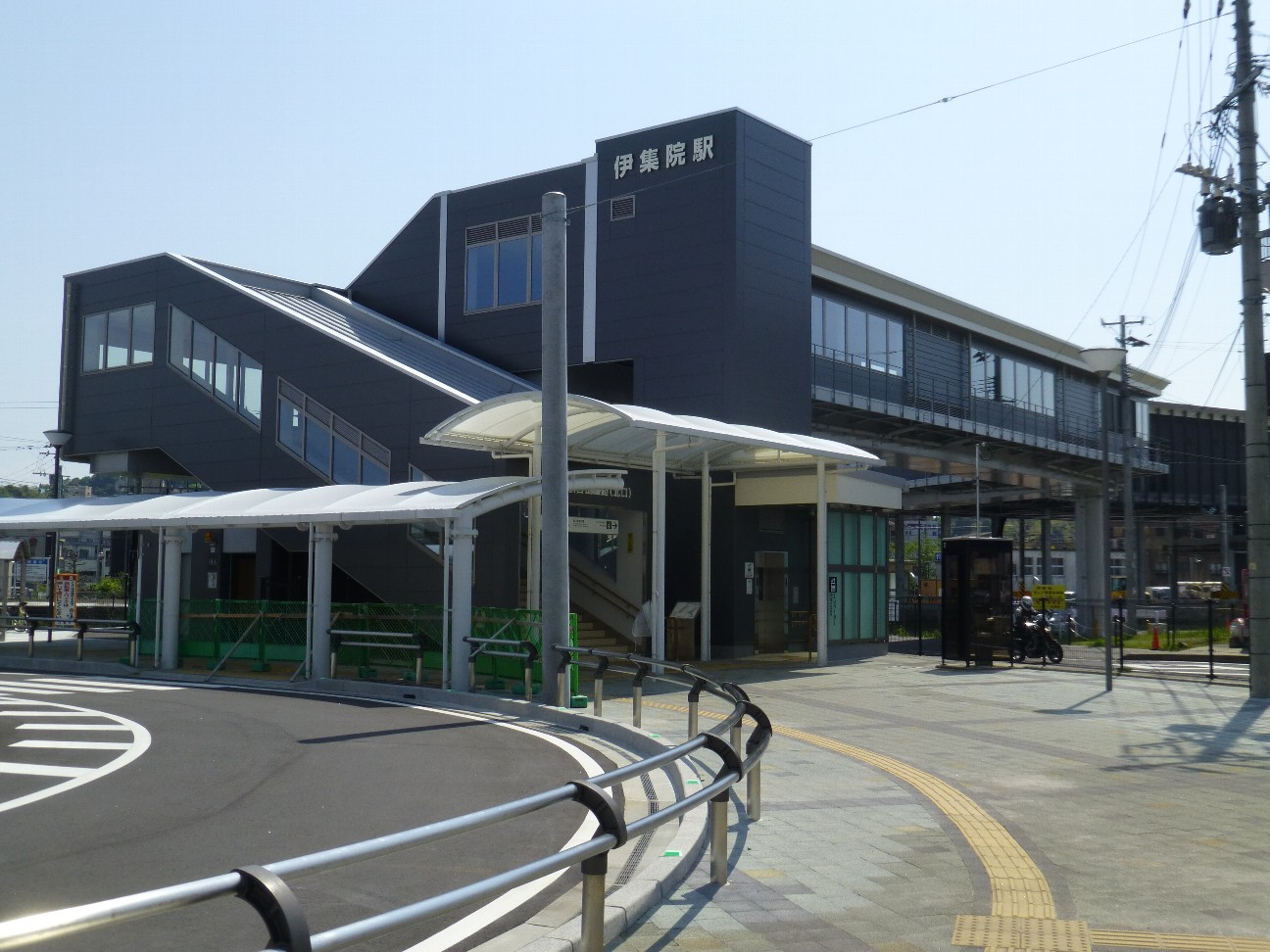
北口（2016年4月）

伊集院站（日语：／ Ijūin eki */?）是位於鹿兒島縣日置市伊集院町德重，九州旅客鐵道（JR九州）的鹿兒島本線車站。此站曾是伊集院町內唯一鐵路車站，現時為日置市的代表車站。
過往曾經有連接枕崎站的鹿兒島交通枕崎線（南薩鐵道），但已於1984年遭廢線。

## 車站構造

### 站房
現時車站採用了跨站式站房設計，站房完全置於島式月台之上，屬於第三代站房，於2011年起動工，歷時三年多後，於2015年6月6日完成使用。隨後北口和南口的交通廣場亦於2016年和2018年陸續完工及啟用。兩端廣場皆由架空行人天橋連接，並且形成了南北自由連絡通道。各出口均設有升降機及樓梯出口供乘客進出。
此站是由JR九州服務支援管理的業務委託車站。車站大樓內設有綠色窗口，2台觸控面板式自動售票機（1台可支援IC卡，1台不可支援）。
此站可以使用「SUGOCA」IC卡，以及可以與SUGOCA互相使用的交通系IC卡。車站設有SUGOCA增值機。車站可在綠色窗口或自動售票機購買SUGOCA（只限不記名式）。
在前鹿兒島交通枕崎線路線中，於建成跨站式站房前為一座停車場。該特別之處在2009年8月26日於朝日電視台「珍奇百景鑑定團」的「珍百景No.371 電車以外行走的路線」中提及此站。

### 月台
| 月台 | 路線        | 上下行 | 方向             | 備註            |
| ---- | ----------- | ------ | ---------------- | --------------- |
| 1    | ■鹿兒島本線 | 上行   | 串木野、川內方向 | 部分使用2號月台 |
| 2    | ■鹿兒島本線 | 下行   | 鹿兒島中央方向   | 部分使用1號月台 |

於此站折返列車使用逆方向的月台。

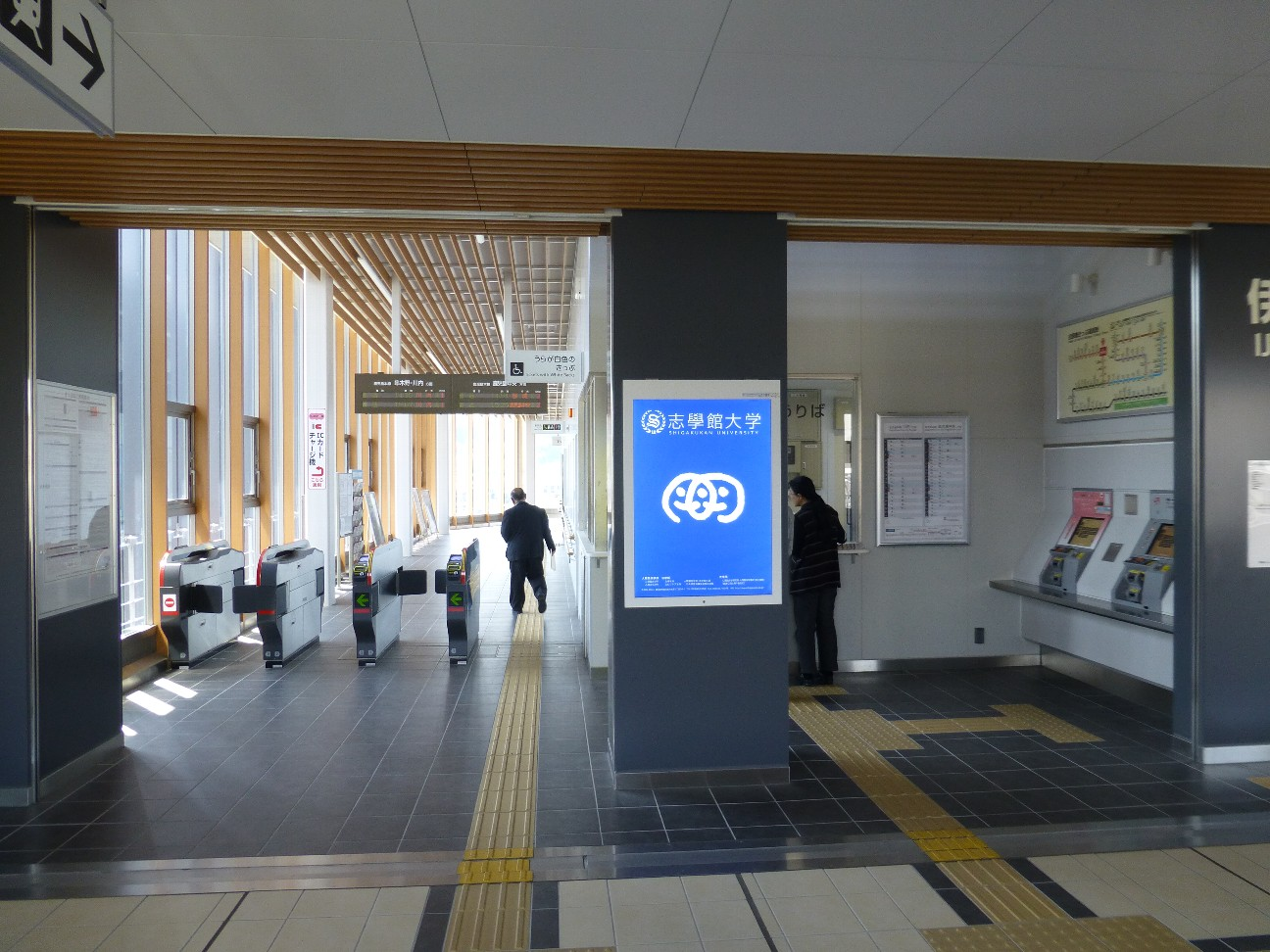
檢票口(2016年4月)
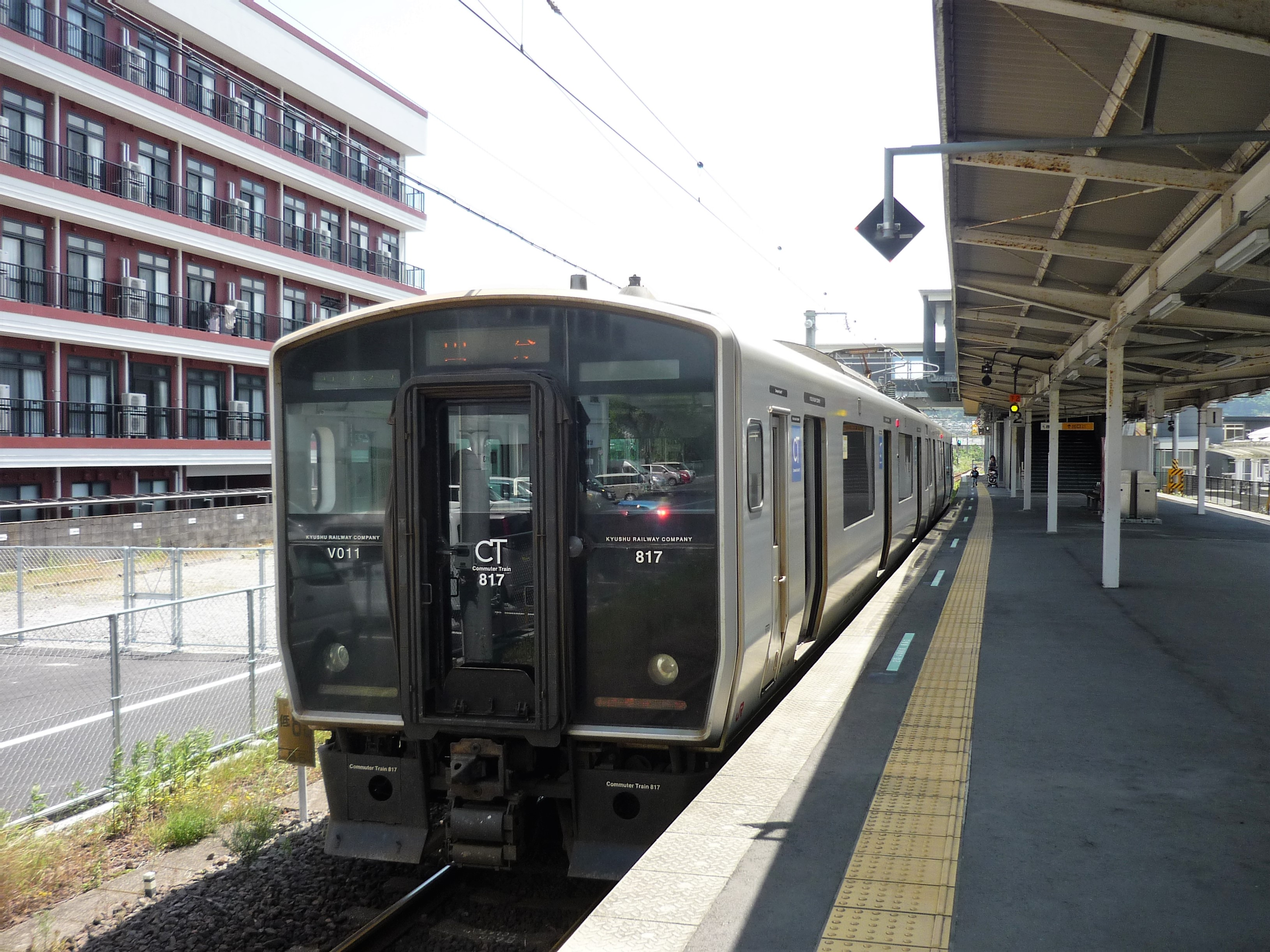
月台（2018年5月）
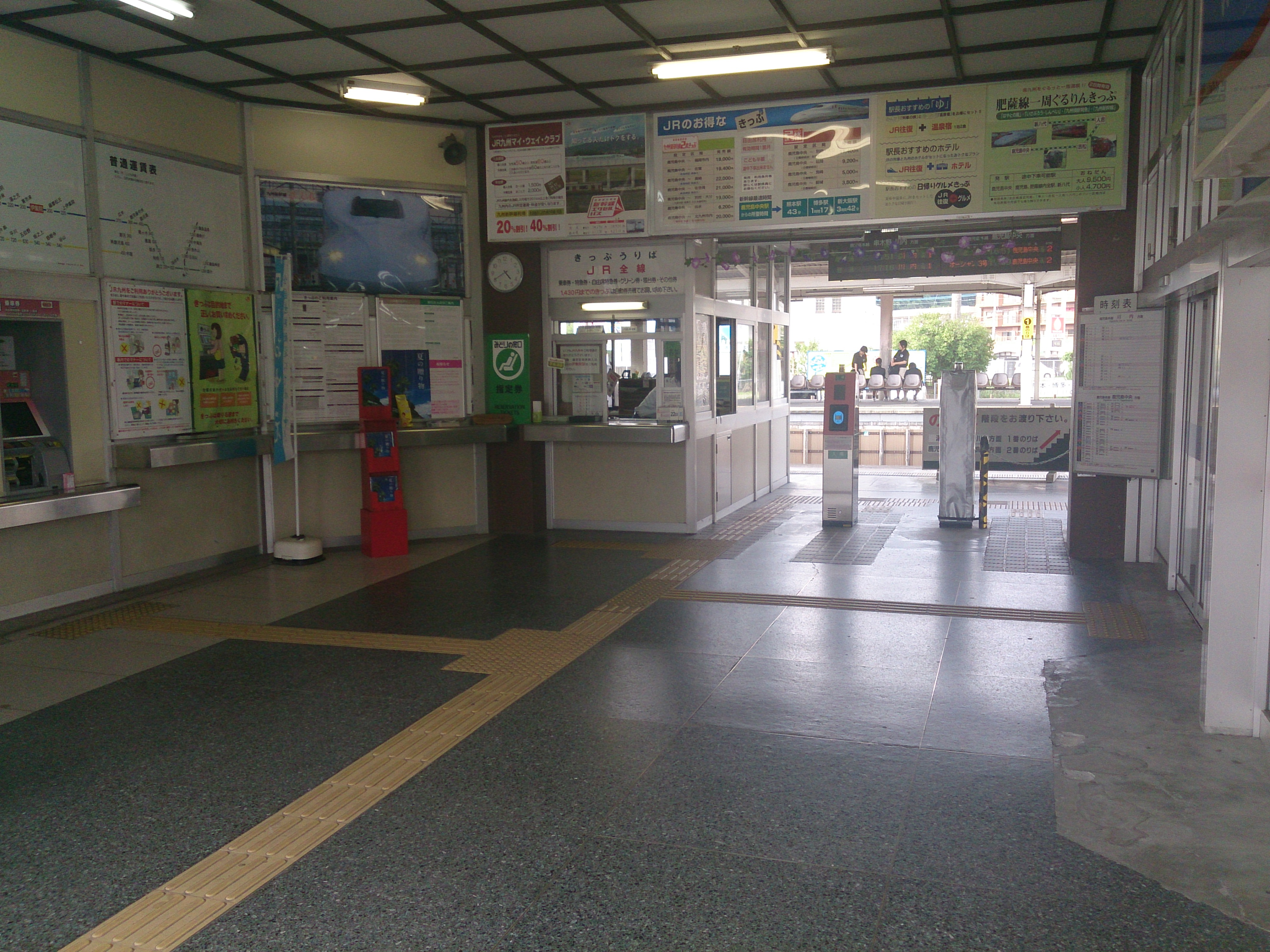
舊檢票口(2013年6月)
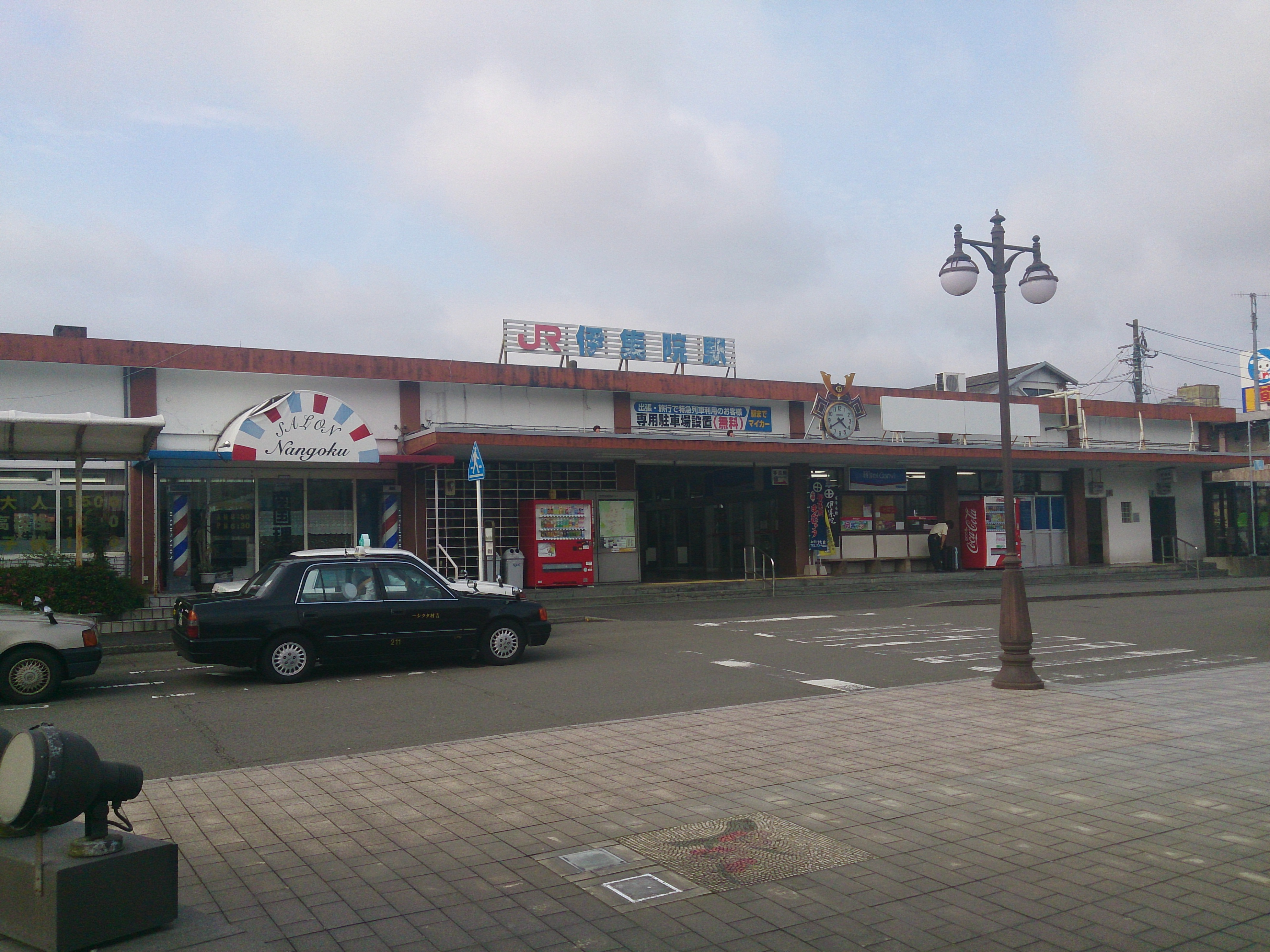
舊站房(2013年6月)
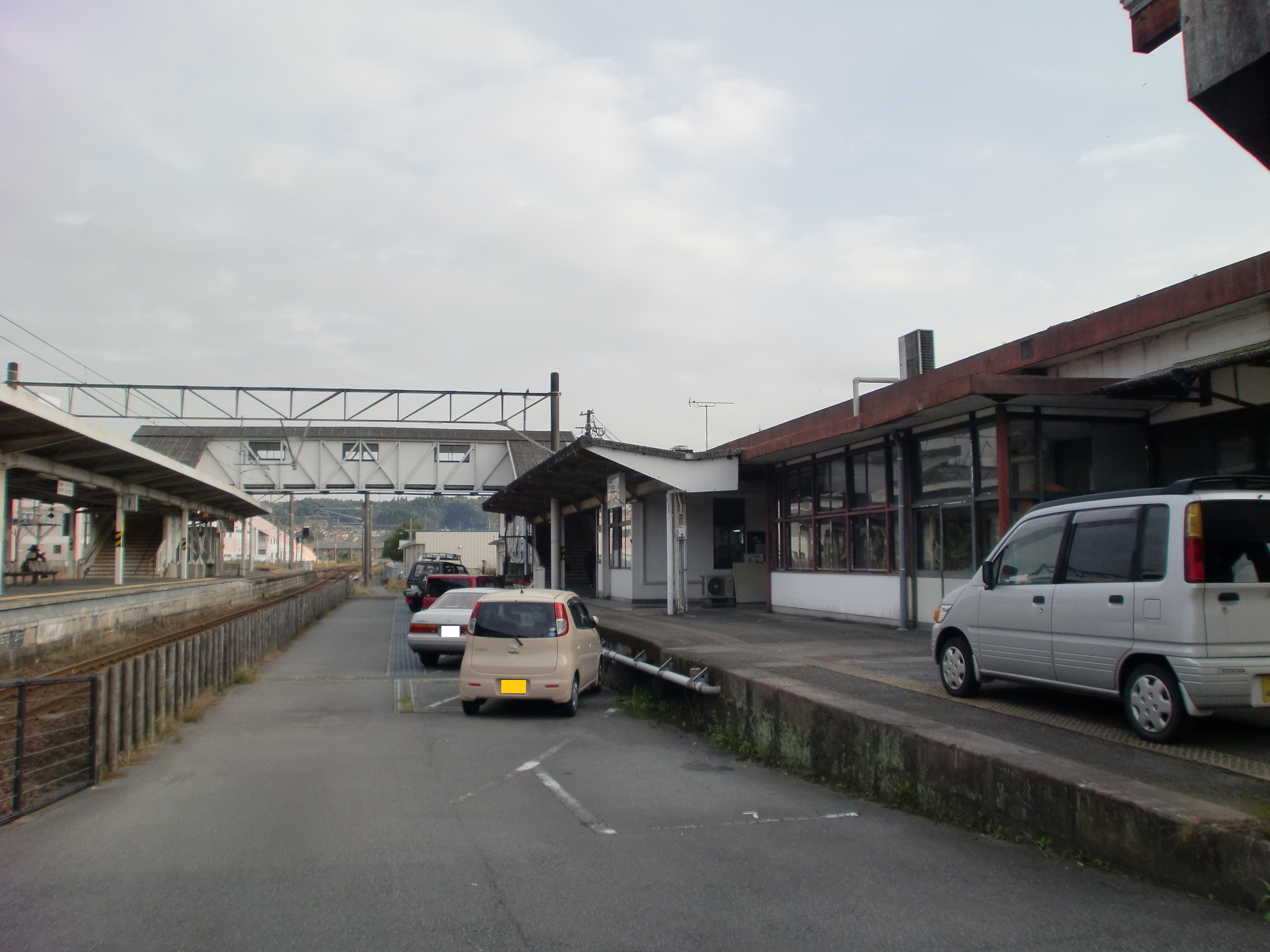
鹿兒島交通枕崎線月台遺址的停車場（跨站式站房前）
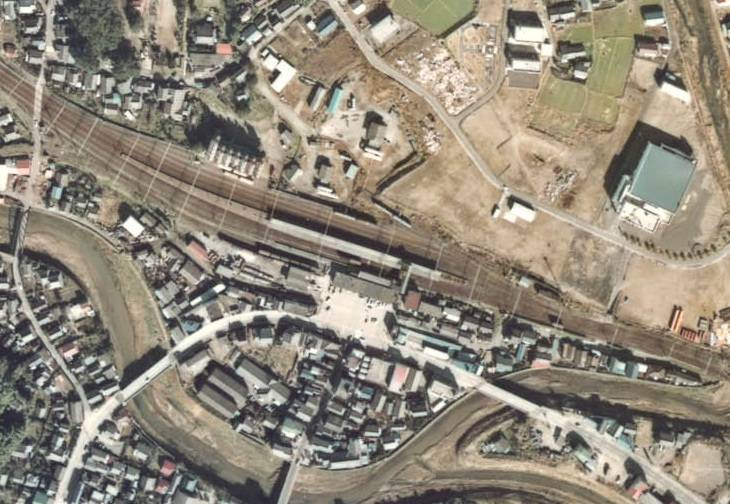
1974年在伊集院站上空。基於日本國土交通省之地圖和航拍圖瀏覽服務製作

## 歷史
- 1913年10月11日：鐵道省川內線東市來站至鹿兒島站之間開通，此站啟用[5][6]。
- 1914年4月1日：南薩鐵道（日语：南薩鉄道）（後來為鹿兒島交通枕崎線）此站至伊作站（日语：伊作駅）之間開業。
- 1927年10月17日：湯浦站至水俁站之間開業，八代站至鹿兒島站之間編入至鹿兒島本線。
- 1949年2月1日：南薩鐵道開始駛入國鐵線，前往鹿兒島站（1日2往返班次）。
- 1954年11月11日：南薩鐵道直通至鹿兒島的班次增加至3往返班次。
- 1983年：

- 6月21日：由於豪雨成災，鹿兒島交通枕崎線全線停運。
- 7月1日：鹿兒島交通枕崎線日置至加世田之間重開。

- 1984年3月18日：鹿兒島交通枕崎線全線廢止。
- 1987年4月1日：隨國鐵分割民營化，車站由九州旅客鐵道（JR九州）營運。
- 2004年3月13日：隨九州新幹線部分路段啟用，實施時間表修正。停此站的特急列車消滅，使鹿兒島中央站→川內站之間尾班列車（日语：最終列車）變成快速列車。
- 2008年3月15日：直通至肥薩橙鐵道線的快速列車開始運行。
- 2011年3月12日：快速列車昇格為川內特快。再次成為特急列車停站。
- 2012年12月1日：開始可以使用IC卡「SUGOCA」[7]。
- 2015年6月6日：跨站式站房落成啟用，北出口站前廣場（當時正在建設中）與南出口站前廣場的公眾通道啟用[2][3][8]。
- 2016年3月25日：川內特快取消。
- 2022年3月12日：更改窗口營業時間為07:30-12:00[9]。
- 2023年10月1日：從JR九州服務支援（日语：JR九州サービスサポート）取回委託權，改為直營化[10][11][12]。

## 使用狀況
以下是近年1日平均使用人次：
| 年度 | 1日平均 乘車人次 | 1日平均 上下車人次 |
| ---- | ---------------- | ------------------ |
| 2007 | 2,547            | 5,087              |
| 2008 | 2,559            | 5,102              |
| 2009 | 2,548            | 5,090              |
| 2010 | 2,516            | 5,015              |
| 2011 | 2,520            | 5,032              |
| 2012 | 2,610            | 5,208              |
| 2013 | 2,698            | 5,380              |
| 2014 | 2,528            | 5,051              |
| 2015 | 2,535            | 5,071              |

| 年度 | 1日平均 乘車人次 | 出處       |
| ---- | ---------------- | ---------- |
| 2016 | 2,457            | [ 統計 2 ] |
| 2017 | 2,427            | [ 統計 3 ] |
| 2018 | 2,482            | [ 統計 4 ] |
| 2019 | 2,472            | [ 統計 5 ] |
| 2020 | 1,997            | [ 統計 6 ] |
| 2021 | 2,008            | [ 統計 7 ] |
| 2022 | 2,049            | [ 統計 8 ] |
| 2023 | 2,161            | [ 統計 9 ] |

## 車站周邊

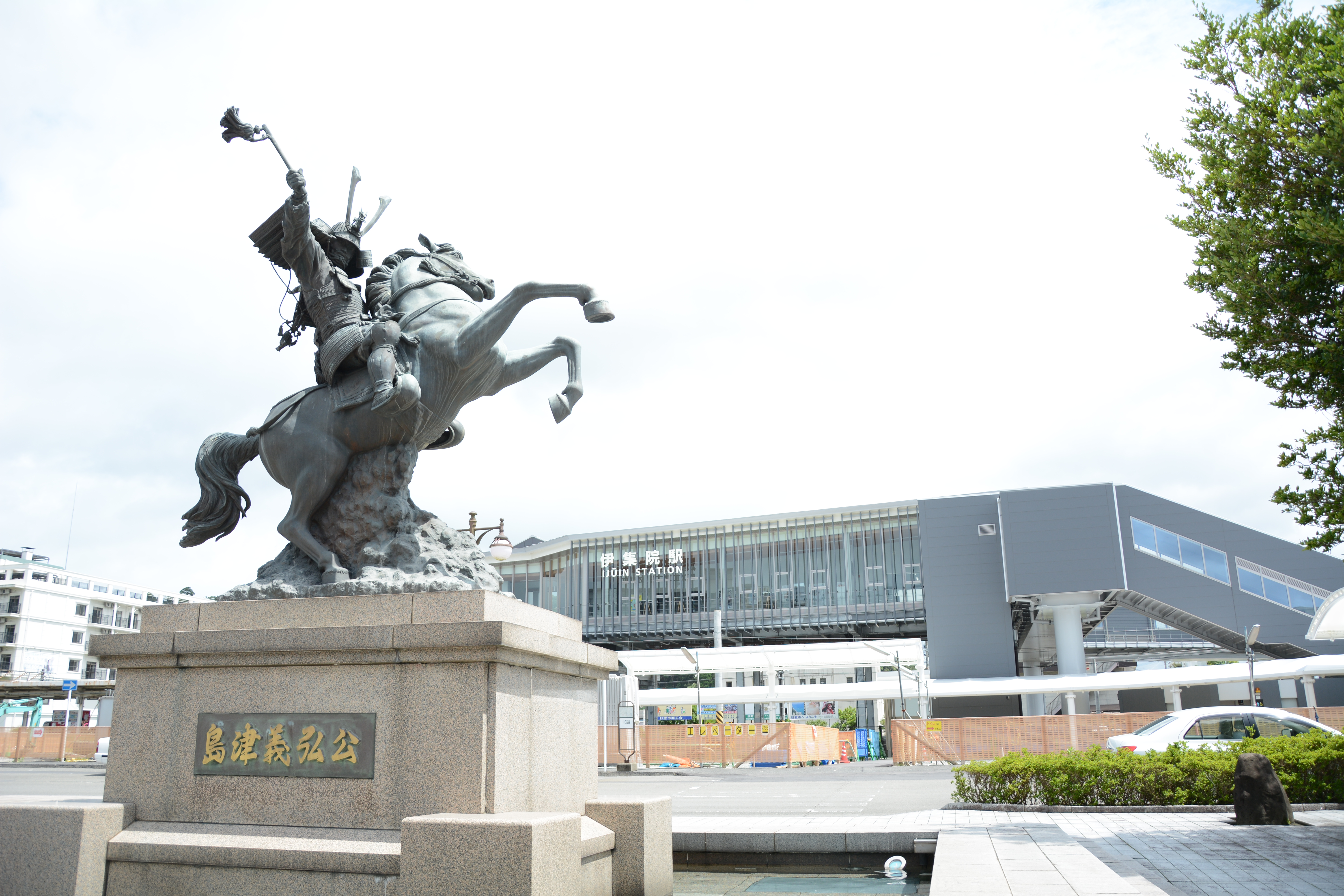
島津義弘公騎馬像（1988年完成，中村晉也作，2016年7月）

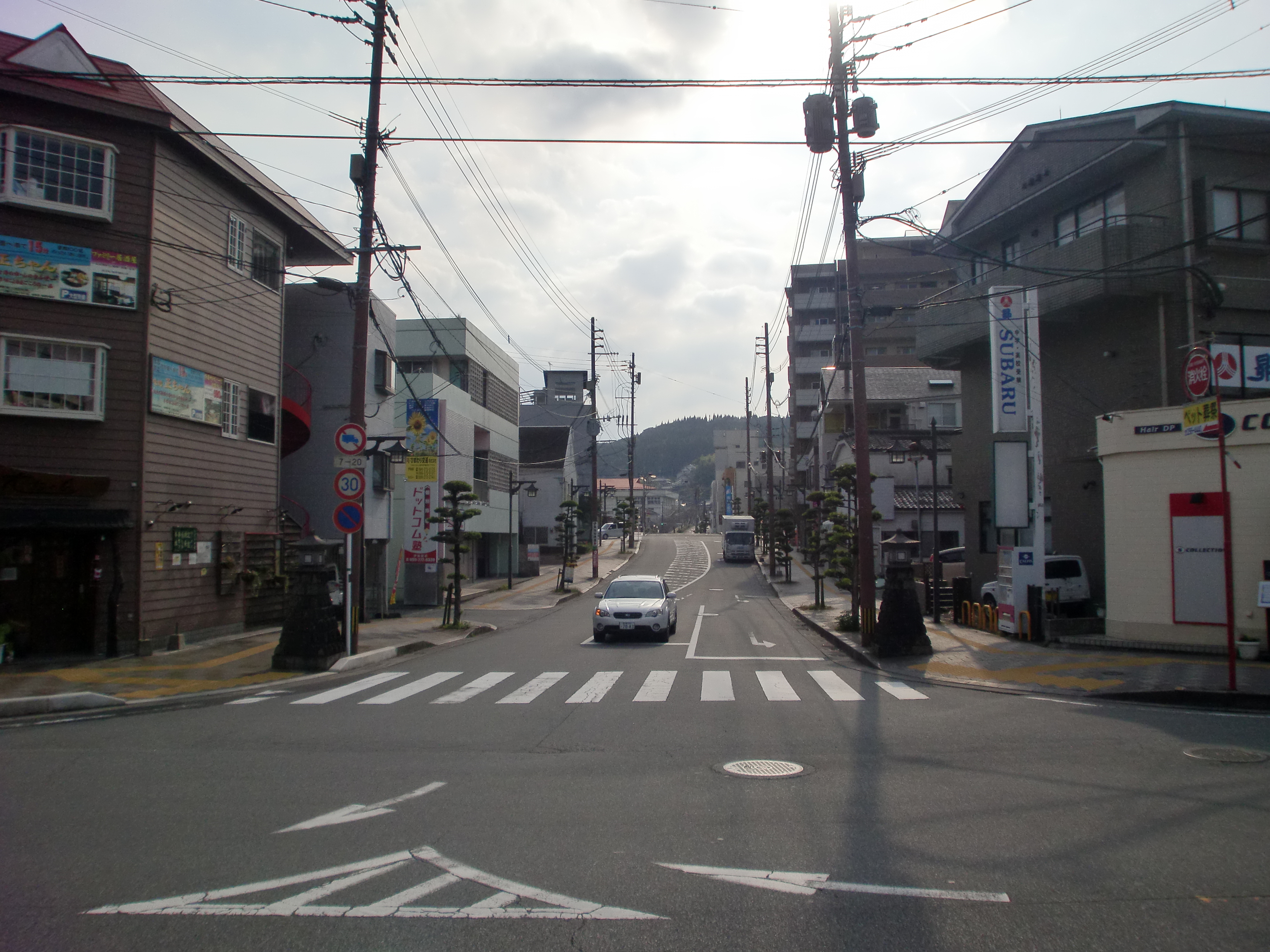
南出口前路口周邊（2011年11月）

北出口在2016年度開始啟用，同時北出口迴旋路還未完成，當時正在建設停車場。南出口前翻新了路口與迴旋路，翻新面積達約3200平方米，工程於2018年完成。在同年3月30日，南出口前的JR伊集院站周邊工程項目落成典禮有約90人（包括市長）出席。由日置市內工場製作了市民時鐘並捐贈和設置於南出口，當時舉行了鐘樓揭幕儀式。南出口迴旋路中，設有派出所，在第2層部分位於設置了屋外廣告LED展示牌，鄰接日置市觀光訊問處。在南出口迴旋路側邊，設有由彫刻家中村晉也製造的島津義弘穿上盔甲頭盔，騎著馬的銅像，銅像在1988年（昭和63年）10月建立。在2017年11月24日，南出口前路口位置向西邊遷移22米。

### 南出口
- 一宇治城（日语：一宇治城）遺址
遺址設有歷史公園，在公園內設有方濟·沙勿略和島津貴久會面的記念碑。
- 伊集院護國神社
- Hello Work（日语：ハローワーク）伊集院
- 伊集院簡易裁判所
- 伊集院税務署（日语：熊本国税局#鹿児島県）
- 日置市立伊集院小學（日语：日置市立伊集院小学校）
- 日置市立伊集院中學（日语：日置市立伊集院中学校）
- 鹿兒島育英館中學·高等學校
- 鹿兒島城西高等學校

### 北出口
- 德重神社（日语：徳重神社）
- 妙圓寺（日语：妙円寺 (日置市)）
- 鹿兒島縣立伊集院高等學校
- 日置市政廳（前・伊集院町公所）

## 相鄰車站
九州旅客鐵道
■鹿兒島本線
東市來－伊集院－薩摩松元

### 曾經存在的路線
鹿兒島交通
■枕崎線
伊集院－上日置

### 統計資料
1. ↑  鹿兒島市統計書
2. ↑   (PDF). 九州旅客鉄道.   [2021-03-29]. （原始内容 (PDF)存档于2017-08-01） （日语）.
3. ↑   (PDF). 九州旅客鉄道.   [2021-03-29]. （原始内容 (PDF)存档于2019-07-06） （日语）.
4. ↑   (PDF). 九州旅客鐵道.   [2019-07-30]. （原始内容存档 (PDF)于2019-12-06）.
5. ↑   (PDF). 九州旅客鉄道.   [2021-03-29]. （原始内容 (PDF)存档于2020-08-24） （日语）.
6. ↑   (PDF). 九州旅客鉄道.   [2021-09-08]. （原始内容 (PDF)存档于2021-08-24） （日语）.
7. ↑  駅別乗車人員上位300駅（2021年度） （页面存档备份，存于），JR九州。
8. ↑  駅別乗車人員上位300駅（2022年度） （页面存档备份，存于），JR九州。
9. ↑  駅別乗車人員上位300駅（2023年度） （页面存档备份，存于），JR九州。

## 外部連結
- JR九州伊集院站